# 1000 modi per morire
1000 modi per morire (1000 Ways to Die) è una serie televisiva di docufiction trasmessa in prima visione negli Stati Uniti dal 2008 su Spike TV. In Italia è andata in onda su DMAX e su Discovery Science, con voce narrante di Massimiliano Manfredi.

## Il programma
Il programma ricostruisce delle morti inusuali avvenute in giro per il mondo. Queste vengono analizzate con interviste di alcuni esperti che descrivono la parte scientifica di ogni morte. Parte di queste morti ha ricevuto il Darwin Award. Ron Perlman è il narratore originale di tutte le stagioni, tranne per gli episodi Tweets from the Dead e A New App Called Death, narrati dal sostituto Joe Irwin. In Italia viene trasmesso (in seconda serata) sul canale DMAX, con Massimiliano Manfredi come narratore e con la segnaletica di programma vietato ai minori.
1000 modi per morire usa un approccio tongue-in-cheek per presentare i protagonisti delle morti. Le situazioni rappresentate nella serie vengono spesso significativamente modificate per abbellirle o vengono totalmente cambiate per garantire un maggiore valore di intrattenimento. Il programma è caratterizzato da un umorismo nero, soprattutto da parte del presentatore. Le analisi scientifiche delle morti sono spesso effettuate con metodi digitali simili a quelli utilizzati dalla serie CSI - Scena del crimine e si affiancano alle testimonianze delle persone presenti al momento dell'incidente. Il narratore durante le ricostruzioni fornisce informazioni aggiuntive. Lo show negli USA è vietato a un pubblico minore di 14 anni per i contenuti che spesso sono caratterizzati da violenza, linguaggio duro e temi strettamente collegati al sesso, sempre trattati in modo comico.
A partire dalla seconda stagione, ogni episodio si concludeva con un fotogramma che dava il numero d'ordine di morte e il titolo di questa. Nella versione italiana del programma, però, questo fotogramma non viene mostrato.
In una puntata del programma viene annunciato quello che, secondo i produttori, è il primo dei 1000 modi per morire: si tratta di una coppia che muore a causa di iperventilazione durante il sesso. L'ultimo modo, ovvero il numero 1000 secondo gli autori, è ambientato in un ospedale e racconta di una donna che va a trovare il vecchio padre in fin di vita. Da ciò, si può dedurre che il millesimo modo per morire è la vecchiaia.

## Episodi
| Stagione         | Episodi | Prima TV USA | Prima TV Italia |
| ---------------- | ------- | ------------ | --------------- |
| Prima stagione   | 12      | 2008         | 2011            |
| Seconda stagione | 12      | 2009         | 2011-2012       |
| Terza stagione   | 14      | 2009-2010    | 2013            |
| Quarta stagione  | 14      | 2010-2011    | 2013-2014       |
| Quinta stagione  | 13      | 2011-2012    | 2014-2015       |
| Sesta stagione   | 8       | 2012         | 2015-2018       |